# Stand by Your Man
Stand by Your Man ist ein Country-Song von Tammy Wynette. Er wurde im September 1968 in den USA als Single veröffentlicht und erreichte Platz eins der US-Country-Charts. Es war die erfolgreichste Veröffentlichung Wynettes und wurde vielfach gecovert.

## Geschichte
Wynette schrieb das Lied nach einer Idee ihres Produzenten Billy Sherrill. Es erreichte Ende 1968 Platz eins der US-Country-Charts und hielt sich dort drei Wochen lang. In den US-Popcharts erreichte der Song Platz 19. Im Januar 1969 veröffentlichte Wynette ein recht erfolgreiches Album mit dem gleichen Titel. Im selben Jahr wurde das Lied mit einem Grammy für die Best Female Country Vocal Performance ausgezeichnet.
Das Stück wurde von der Frauenbewegung der späten 1960er- und frühen 1970er-Jahre wegen seiner Aussage kritisiert, eine Frau solle unter allen Umständen bei ihrem Mann bleiben. Wynette sagte dazu:

„"Stand by Your Man" ist nur eine andere Art zu sagen "Ich liebe dich - ohne Vorbehalte. (...)" Ich brauchte 15 Minuten, es zu schreiben, und ein Leben lang, es zu verteidigen.“

Als der Song 1975 in Großbritannien veröffentlicht wurde, erreichte er dort ebenfalls Platz eins der Hitparade. 2010 wurde er von der Library of Congress als eine Ergänzung für 2010 in die National Recording Registry aufgenommen, die Aufnahmen beinhaltet, die „kulturell, historisch oder ästhetisch bedeutend sind“. Der Rolling Stone wählte das Stück auf Platz acht der größten Country-Songs. 2001 wurde das Lied von der Recording Industry Association of America (RIAA) auf Platz 48 der Liste der Songs of the Century gesetzt.

## Weitere Verwendung
- 1969 sang die britische Sängerin Friday Brown das Lied beim Rose-d’Or-Festival in Montreux. Ihre Version wurde kurz danach als Single veröffentlicht.

- Am Anfang des Films Five Easy Pieces – Ein Mann sucht sich selbst (1970) wurde das Stück zur Charakterisierung der Hauptfiguren eingesetzt.

- Im 1980 erschienenen Film Blues Brothers wird der Song in leicht ironisierender Fassung von der Band dargeboten.

- 1982 erschien eine rockige Coverversion, im Duett gesungen von Wendy O. Williams (Plasmatics) und Lemmy Kilmister (Motörhead).[7]

- 1996 wurde das Stück von Heike Makatsch für den Film Männerpension gecovert.

- Die Originalversion wird seit 2004 als Titelmelodie für die Comedy-Fernsehserie Dittsche verwendet.

- In dem Mysterythriller Mr. Harrigan’s Phone von 2022, der Verfilmung einer Kurzgeschichte von Stephen King, dient der Song als Klingelton eines Smartphones, das im Sarg eines verstorbenen Geschäftsmanns liegt und beginnt, aus dem Jenseits mit der Außenwelt zu kommunizieren.[8]